# اورگوپ
اورگوپ (به ترکی استانبولی: Ürgüp) شهری است در کشور ترکیه که در استان نوشهر واقع شده‌است. جمعیت این شهر بر اساس سرشماری سال ۲۰۰۸ میلادی ۱۵٬۹۱۲ نفر و بر اساس برآوردهای سال ۲۰۰۹ میلادی ۱۶٬۳۶۸ نفر می‌باشد.